# James Cook
James Cook (7. listopadu 1728 Marton u Yorku – 14. února 1779 Havaj) byl britský mořeplavec, objevitel a výzkumník, jehož plavby a hlavně vydané práce výrazně posunuly znalosti o Zemi.

## Život

### Mládí
James Cook se narodil jako druhé z osmi dětí v rodině chudého zemědělce skotského původu.  Měl se vyučit v obchodě se suknem, ale ve třinácti letech z učení i domova utekl a v nedalekém přístavu Whitby se dal najmout jako plavčík na uhelné lodi. V té době se sám vzdělával ve všech námořních oborech. V roce 1755 nastoupil jako kormidelník válečného loďstva. V roce 1759 se zúčastnil plavby do Severní Ameriky v rámci sedmileté války s Francií a aktivně se zapojil i do bojů, zejména během dobývání Québecu a při obléhání Louisbourgu (v dnešním Novém Skotsku). Vynikajícím způsobem tehdy také zmapoval ústí řeky svatého Vavřince.
V roce 1762, ve svých 34 letech, se oženil s Elizabeth Battsovou. Byl na moři sice více než polovinu jejich manželského života, přesto zplodil šest dětí. Jejich osud byl však trpký, tři z nich zemřely v dětství, tři synové přežili (dva se stali námořníky), ale všichni zemřeli do roku 1794.
Po konci války, od roku 1763, velel škuneru Grenville a pokračoval s mapováním, tentokrát Newfoundlandu a Labradoru. Britská admiralita dala jeho mapy vytisknout jako navigační pomůcku. V roce 1766 pozoroval zatmění Slunce a poslal podrobnosti Královské společnosti v Londýně.

### Plavby (1768–1779)
James Cook za deset let svých plaveb po oceánech třikrát obeplul Zemi, urazil přitom na 280 000 kilometrů převážně v neprozkoumaných oblastech jižního polárního kruhu a Tichomoří. 

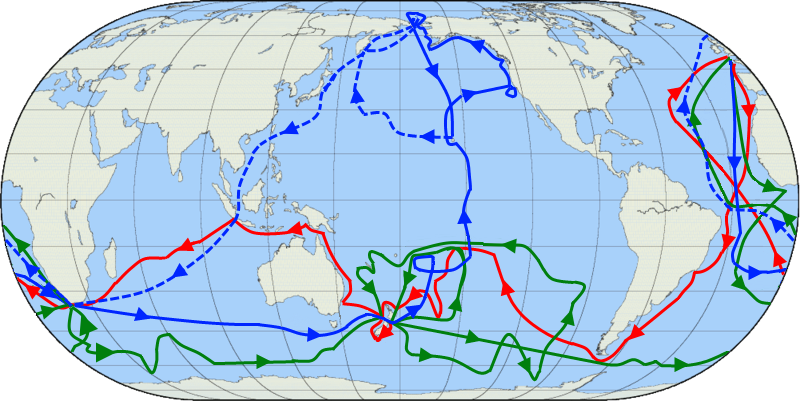
Trasy Cookových plaveb: červená = 1. plavba, zelená = 2. plavba, modrá = 3. plavba, modrá přerušovaná čára = trasa jeho posádky po jeho smrti

#### První plavba
V letech 1768–1771 vedl svou první tichomořskou expedici, v hodnosti poručíka. Jejím původním, vědeckým cílem bylo pozorování přechodu Venuše přes sluneční kotouč, které mělo sloužit k určení vzdálenosti Venuše (a v návaznosti i ostatních planet) od Slunce. O vědeckém zaměření expedice svědčí i to, že na lodi Endeavour se spolu s Cookem plavili přírodovědec Joseph Banks, švédský botanik Daniel Solander či astronom Charles Green; expedice se konala pod záštitou Královské společnosti nauk. James Cook na Tahiti 3. června 1769 provedl plánované pozorování, jehož přesnost však zaostala za očekáváními. Původní poslání mělo skrýt hlavní důvod výpravy, kterým bylo hledání země Terra Australis, neznámého jižního kontinentu, o jehož existenci bylo mnoho vědců 18. století přesvědčeno. Cook zmapoval Nový Zéland, objevil průliv mezi Jižním a Severním ostrovem Nového Zélandu (dnes Cookův průliv) a vyvrátil tak hypotézu o existenci pevniny v těchto místech. Z východu se přiblížil k Austrálii a přitom objevil několik ostrovů. Na ostrově Possession vztyčil anglickou vlajku, východní část australského kontinentu pojmenoval Nový Jižní Walles. V dubnu 1770 jako první Evropané vkročili členové posádky na východní pobřeží Nového Holandska, jak byla Austrálie tehdy nazývána po svých objevitelích. Místo nazvali Botany Bay (Botanický záliv) kvůli velkému množství nových rostlin, které našli. Než se Cookovi splnit všechny úkoly a doplout do Anglie, přišel o většinu původní posádky v důsledku malárie. Bohatství shromážděného vědeckého materiálu z plavby Endeavouru bylo jedinečné a po návratu byl představen i králi Jiřímu III.

#### Druhá plavba
V letech 1772–1775 dostal k dispozici dvě lodi, Resolution a Adventure, a vedl druhou expedici, pátrající po předpokládané pevnině v jižním Tichomoří. Roku 1773 se vylodil na Cookových ostrovech, které pojmenoval Herveyovy ostrovy. Poprvé překročil jižní polární kruh, za nímž plul od Afriky až k Novému Zélandu, poté prozkoumal Novou Kaledonii. Plul kolem celé Antarktidy, ale ani jednou nezahlédl zemi, ke které se přiblížil na 200 km. Při návratu objevil Jižní Georgii a Jižní Sandwichovy ostrovy. V Anglii byl povýšen do hodnosti námořního kapitána, byl zvolen za člena Královské společnosti a získal jednu z jejích nejvyšších vědeckých poct, Copleyho medaili, a to za svou práci o boji proti kurdějím na námořních cestách - byl proslulý tím, že na jeho výpravách námořníci na kurděje neumírají.

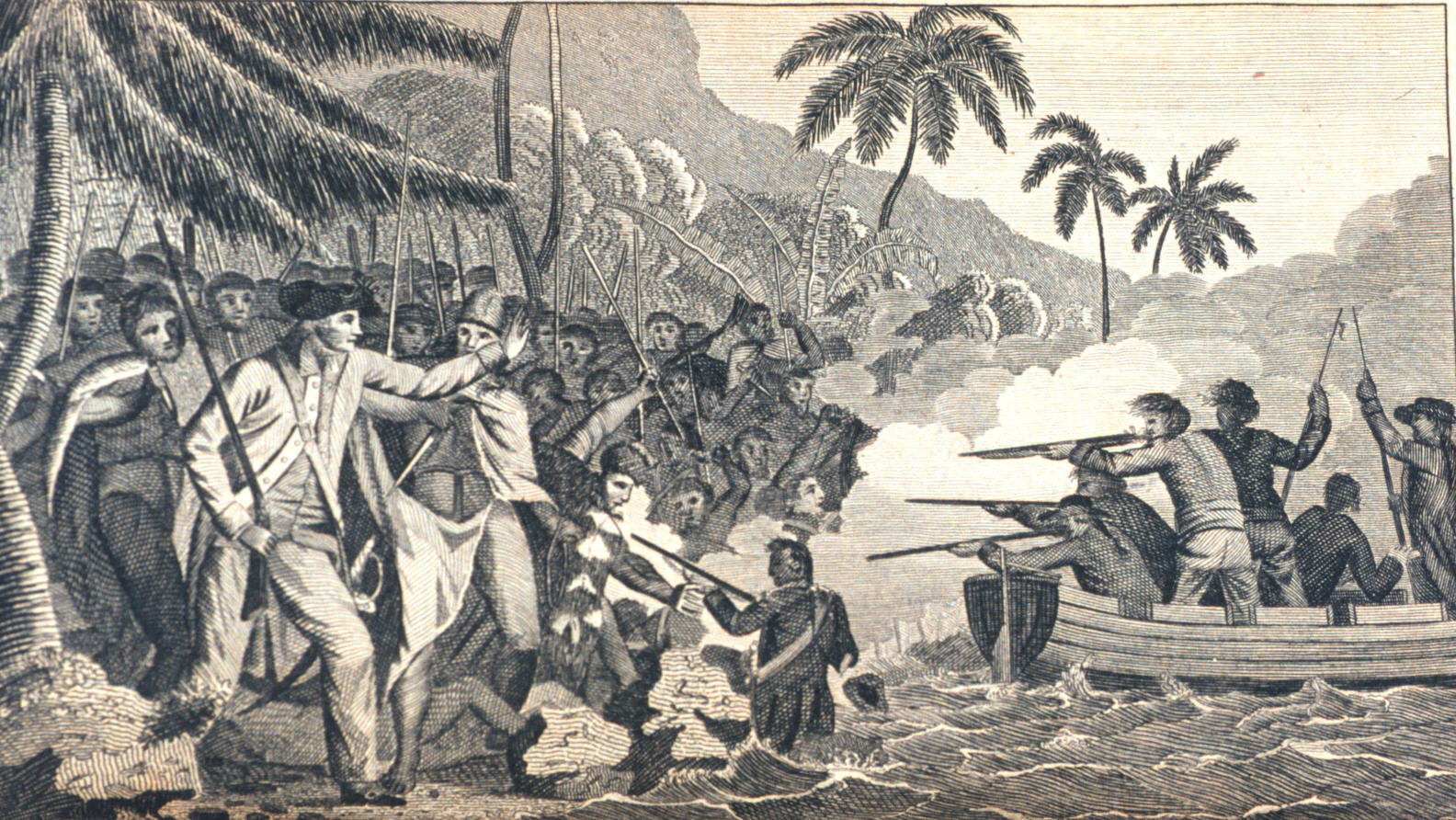
Smrt kapitána Cooka podle rytiny z roku 1790

#### Třetí plavba a smrt
V letech 1775–1779 vedl třetí výpravu s cílem najít tzv. severozápadní průjezd kolem Severní Ameriky (což se povedlo až roku 1906 Amundsenovi). S loděmi Resolution a Discovery znovu obeplul Afriku, plavil se k Tasmánii, Novému Zélandu a Tahiti. Poté plul na sever, kde objevil Havajské ostrovy (dal jim ovšem jméno Sandwichovy ostrovy) doplul k Americe, proplul Beringovým průlivem a prováděl mapování. Po příchodu zimy 1778 se vrátil na Havaj. Zpočátku byl tamními domorodci uctíván jako „bílý bůh“, ale nakonec se s nimi dostal do konfliktu a při pokusu zajmout jejich náčelníka byl 14. února 1779 v zátoce Kealakekua zabit.

## Význam
Významné bylo Cookovo dílo. Na všech cestách si vedl pečlivé zápisky, které vyšly za jeho života i po smrti tiskem. Byl členem Královské společnosti nauk a získal její zlatou medaili. Všech Cookových výprav se zúčastnili významní vědci své doby, s jejichž přispěním bylo lidstvo obohaceno o obrovské množství nových poznatků.
Kromě jiného je po Jamesi Cookovi pojmenováno:

### Austrálie
- Cooktown (Queensland)
- James Cook University (Cairns a Townsville)
- Cook Island, malý ostrov v Cook Island Aquatic Reserve, Nový Jižní Wales
- Cook County, Nový Jižní Wales
- Electoral District of Cook, Queensland
- Australian Electoral Division of Cook, New South Wales
- Cooks River, Sydney

### Nový Zéland
- Cookův průliv
- Mount Cook
- James Cook Observatory
- Cook River, Jižní ostrov

### Spojené království
- Cook Island, ostrov Jižních Sandwichových ostrovů
- nemocnice James Cook University Hospital, Middlesbrough
- výzkumná loď RRS James Cook
- Cookův ledovec, Jižní Georgie

další
- Cookovy ostrovy (Polynésie)
- Captain Cook, Hawaii County, Havaj
- Cook Bay (Tahiti)
- Cookův ledovec, Kergueleny
- Cookův záliv, záliv na Aljašce
- Mount Cook, Pohoří svatého Eliáše
- raketoplány Endeavour a Discovery byly pojmenovány podle Cookovy první (HMS Endeavour) a poslední lodi (HMS Discovery)
- Cook Landing Site (Waimea, Havaj), Národní historická památka Spojených států amerických
- Cook Mountains, pohoří v Antarktidě
- (3061) Cook, asteroid hlavního pásu
- Cook, kráter na Měsíci